# Sant Pere de l'Hospitalet de l'Infant
Sant Pere de l'Hospitalet de l'Infant és una església de Vandellòs i l'Hospitalet de l'Infant (Baix Camp) inclosa a l'Inventari del Patrimoni Arquitectònic de Catalunya.

## Descripció
És un edifici de recent construcció, de concepció moderna i funcional. Té planta rectangular, d'una sola nau. Obra de maons i ciment. Façana de línies rectes, superfícies planes i elevades. La coberta, a dues vessants, de secció rectangular ressaltada per una mena de gran marc que enquadra la porta i el punt més alt, coronat per una creu estilitzada (element que es repeteix en la decoració lateral), amb una gran obertura vidriada en el centre, que conforma un pentàgon apuntat al cel. A la dreta, uns metres separat de l'edifici, es troba el campanar, estilitzat fins al punt de reduir-se a una llarga agulla, que porta prop del cim una obertura amb tres campanes en vertical. L'interior, de sostre alt, és parets llises amb arrebossat blanc.

## Història
El 1851 s'atorgà a l'Hospitalet la parroquialitat, sota l'advocació de Sant Pere, i la parròquia es va instal·lar a la capella de l'antic hospital, que datava del segle xvi. Sobre aquesta capella, l'infant Pere, el fundador, retingué per a ell i els seus successors al comtat de Prades el dret de patronat sobre la institució, o nomenament dels preveres que havien de regir, dret que es mantingué fins a temps ben recents. La capella comptava amb una espadanya, i hom hi practicà el servei parroquial tota la resta del segle xix i el primer quart del xx. El 1924 fou notablement ampliada, però a la dècada de 1950 s'enderrocà aquesta part de l'hospital. L'edifici actual, d'estil contemporani, es troba molt a prop de l'hospital, però ja dins de la zona de l'eixample del poble.